# Alegeri legislative în Țările de Jos, 1925
Alegerile generale pentru Casa Reprezentanților a Parlamentului Olandez au fost ținute în Olanda la data de 1 iulie 1925.

## Sumarul Alegerilor
| Partide                                     | %    | Locuri în Parlament |
| ------------------------------------------- | ---- | ------------------- |
| Uniunea Romano-Catolică aleasă de societate | 28.6 | 30                  |
| Partidul Social Democrat Muncitoresc        | 22.9 | 24                  |
| Partidul Anti-Revoluționar                  | 12.2 | 13                  |
| Uniunea Creștino-Istorică                   | 9.9  | 11                  |
| Uniunea pentru Libertate                    | 8.7  | 9                   |
| Uniunea Liberal-Democrată                   | 6.1  | 7                   |
| Partidul Politic Reformat                   | 2.0  | 2                   |
| Partidul Comunist Olandez                   | 1.2  | 1                   |
| Uniunea Agrară                              | 2.0  | 1                   |
| Partidul Popular Romano-Catolic             | 1.2  | 1                   |
| Partidul Reformat                           | 1.0  | 1                   |
| Total                                       | -    | 100                 |